# 1月12日 (旧暦)
旧暦1月12日は旧暦1月の12日目である。六曜は赤口である。

## できごと
- 孝霊天皇1年（ユリウス暦紀元前290年2月19日） - 第7代天皇・孝霊天皇が即位[要出典]
- 禎明3年/開皇9年（ユリウス暦589年2月2日） - 隋が江南の王朝・陳を滅ぼし全国統一[要出典]
- 正徳4年（グレゴリオ暦1714年2月26日） - 江戸城大奥の年寄役・絵島が俳優生島新五郎らとの宴会により大奥の門限に遅れる。江島生島事件の発端

## 誕生日
- 永禄5年（ユリウス暦1562年2月15日） - 前田利長、2代加賀藩主（+ 1614年）
- 慶応2年（グレゴリオ暦1866年2月26日） - 河口慧海、仏教学者・チベット探検家（+ 1945年）
- 明治2年（グレゴリオ暦1869年2月22日） - 岡田三郎助、洋画家（+ 1939年）